# Narciso Agúndez Montaño

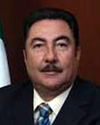
Narciso Agúndez Montaño

Narciso Agúndez Montaño (Santa Anita, 26 oktober 1958) is een Mexicaans politicus van de Partij van de Democratische Revolutie (PRD).
Agúndez studeerde landbouwtechniek aan de Autonome Universiteit van Baja California Sur (UABCS). Agúndez vervulde verschillende bestuurlijke functies en werd in 1999 voor de PRD tot burgemeester van Los Cabos gekozen en in 2003 tot afgevaardigde, waar hij in 2005 uit terugtrad om deel te nemen aan de gouverneursverkiezingen in Baja California Sur. Agúndez versloeg in deze verkiezing Rodimiro Amaya Téllez en werd op 5 april 2005 ingehuldigd als gouverneur, als opvolger van zijn neef Leonel Cota Montaño. Agúndez' termijn duurde tot 2011.
- International Standard Name Identifier: 0000 0000 5048 610X
- Library of Congress Control Number: n2007027721
- Virtual International Authority File: 6840870
- WorldCat: E39PBJt3WjQJPMJHfJ7vJk6tKd